# Chaussy (Loiret)
Chaussy település Franciaországban, Loiret megyében. Lakosainak száma 274 fő (2022. január 1.). Chaussy Outarville, Toury, Bazoches-les-Gallerandes, Oison és Tivernon községekkel határos.

## Népesség
A település népességének változása:
| Lakosok száma | 329  | 245  | 248  | 333  | 333  | 329  | 316  | 293  | 287  | 274  |
|               | 1968 | 1982 | 1990 | 2006 | 2013 | 2015 | 2017 | 2019 | 2020 | 2022 |